# Aporosa tetrapleura
Aporosa tetrapleura là một loài thực vật có hoa trong họ Diệp hạ châu. Loài này được Hance mô tả khoa học đầu tiên năm 1876.